# Nestório
Nestório (em grego:  Νεστόριος; c. 386 – ca. 451) foi um monge, oriundo da Anatólia, que se tornou arcebispo de Constantinopla entre 10 de abril de 428 e 22 de junho de 431.
Baseando-se nos ensinamentos da Escola de Antioquia, seus ensinamentos, que incluíam uma rejeição ao já tradicional uso do título de Teótoco ("Mãe de Deus") para a Virgem Maria, o colocaram em conflito com outros importantes membros do clero de sua época, notavelmente Cirilo de Alexandria, que o acusou de heresia. Nestório procurou se defender no Primeiro Concílio de Éfeso (431), mas só conseguiu ser formalmente condenado como herege e derrubado de sua sé episcopal. Depois disso, ele se retirou para um mosteiro, onde ele defendeu a ortodoxia pelo resto da vida. Apesar desta concessão, muitos dos que o apoiaram decidiram deixar a igreja, no que ficou conhecido como cisma nestoriano, e, nas décadas seguintes, se mudaram para a Pérsia. O nestorianismo se tornou então a posição oficial da Igreja Assíria do Oriente, que reconhece apenas os dois primeiros concílios ecumênicos (Primeiro Concílio de Niceia e o Primeiro Concílio de Constantinopla).
Acreditava que em Cristo há duas pessoas (ou naturezas) distintas, uma humana e outra divina, completas de tal forma que constituem dois entes independentes. A sua crença tornou-se a base do nestorianismo.
Foi ainda um escritor fecundo, mas quase todos os seus sermões foram queimados por ordem do imperador Teodósio II. Os escritos que restaram estão em siríaco.

## Biografia
Nestório nasceu em 386 d.C. na Germanícia, na província romana da Síria (atual Kahramanmaraş, na Turquia). Ele recebeu seu treinamento sacerdotal como pupilo de Teodoro de Mopsuéstia em Antioquia e ganhou uma grande reputação por seus sermões. Esta fama o levou ao trono patriarcal por ordem do imperador bizantino Teodósio II após a morte de Sisínio I em 428 d.C.

## Nestorianismo e Concílio de Éfeso
Logo após a sua chegada à capital imperial, Nestório se envolveu na disputa entre duas facções teológicas que divergiam em suas concepções cristológicas. Nestório tentou encontrar um meio termo entre os que enfatizavam o fato de que Deus Filho teria nascido como um homem, insistindo em chamar a Virgem Maria de Teótoco (em grego:  Θεοτόκος - "Mãe de Deus"), e os que rejeitavam o título porque Deus, como um ser eterno, não poderia ter "nascido". Nestório sugeriu o título de Christotokos (Χριστοτόκος - "Mãe de Cristo"), mas não conseguiu apoio de nenhum dos lados da controvérsia.
Nestório acreditava que nenhuma união entre o humano e o divino era possível. Se uma união assim ocorresse, ele acreditava que Cristo não poderia ser verdadeiramente consubstancial com Deus e consubstancial conosco, porque ele iria crescer, amadurecer, sofrer e morrer (algo que, segundo ele, Deus não poderia fazer) e iria também possuir o poder de Deus, o que faria dele algo distinto dos humanos.
Eusébio de Dorileia foi o primeiro a acusar Nestório de heresia, mas seu mais obstinado adversário foi o patriarca de Alexandria Cirilo. Ele pediu ajuda ao papa Celestino I de Roma, exigindo uma decisão sobre Nestório, ao que o papa respondeu delegando ao próprio Cirilo a tarefa de excomungar Nestório se ele não mudasse suas opiniões em dez dias. Os oponentes de Nestório o acusaram de desacoplar a divindade de Cristo de sua humanidade, em duas pessoas existindo num único corpo, negando assim a realidade da encarnação de Jesus e destruindo a chamada união hipostática. Esta heresia se tornou conhecida como nestorianismo.
O imperador Teodósio II (r. 402–450) foi eventualmente induzido a convocar um concílio ecumênico em Éfeso, um lugar de especial importância na devoção à Virgem Maria e onde o termo Teótoco era muito popular. O imperador apoiou o arcebispo de Constantinopla, enquanto que o papa Celestino se juntou ao lado de Cirilo, que tomou conta do concílio, abrindo as discussões sem esperar a chegada da já muito atrasada comitiva de bispos orientais de Antioquia. Cirilo escreveu que "Surpreende-me que há alguns que duvidam que a Virgem Santa deve ser chamada ou não de Teótoco. Pois, se Nosso Senhor Jesus Cristo é Deus, e a Virgem Santa deu-o à luz, ela não se tornou a [Teótoco]?". O concílio então depôs Nestório e o declarou herético.
Nas palavras de Nestório:
| “ | Quando os seguidores de Cirilo viram a veemência do imperador...eles provocaram um distúrbio e discordaram em meio ao público com gritos, como se o imperador estivesse se opondo a Deus. Eles se rebelaram contra os nobres e os chefes que não concordaram com eles e corriam de um lado para o outro. E...receberam entre eles os que já tinham sido separados e removidos dos mosteiros, por conta de suas vidas e seus modos estranhos, e sido expulsos, e todos os que eram de seitas heréticas e estavam possuídos por um fanatismo e ódio contra mim. E uma paixão estava em todos eles, judeus, pagãos e todas as seitas. E eles estavam trabalhando para que aceitassem sem exame prévio, as coisas que foram feitas também sem exame contra mim; e, ao mesmo tempo, todos eles, mesmo os que tinham participado comigo das refeições e em oração e em pensamento, concordaram...contra mim e juraram juramentos uns aos outros contra mim...Em nada eles estavam divididos. | ” |
|   | — Nestório. |   |

Contudo, conforme o concílio progredia, João I de Antioquia e os bispos orientais chegaram e ficaram furiosos ao saber que Nestório já havia sido condenado. Eles se reuniram num sínodo próprio e depuseram Cirilo. Ambos os lados apelaram ao imperador e ele inicialmente ordenou que ambos fosse exilados. Porém, Cirilo acabou por retornar após subornar vários membros da corte imperial.
Nos meses seguintes, dezessete bispos que apoiavam Nestório foram removidos de suas sés. Eventualmente, João I de Antioquia foi obrigado a abandonar Nestório em março de 433. Em agosto de 435, Teodósio II proclamou um édito imperial que exilou Nestório para um mosteiro no Grande Oásis de Hibis (atual al-Khargah), no Egito, incrustado na diocese de Cirilo.

## Comunidade nestoriana
Como consequência do Primeiro Concílio de Éfeso, os nestorianos foram desterrados para o oriente pelo imperador bizantino Teodósio II, instalando-se primeiro em Edessa e Nísibis. Estas cidades constituíam os principais centros culturais da Síria cristã, onde se desenvolveu intensa atividade missionária.
Em 489, os nestorianos foram expulsos do Império Bizantino. Saindo de Edessa, foram recebidos pelos monarcas Sassânidas na Pérsia, cuja religião oficial era o zoroastrismo. Entre eles encontravam-se muitos médicos e outros homens da ciência, que levaram consigo inúmeras obras científicas em grego. Concentraram-se em Gundishapur, onde, desde o século III, existia um centro de estudos. Mais tarde juntaram-se a estes, os sábios da Escola de Atenas, fechada por Justiniano I. Iniciou-se um movimento de tradução das obras científicas gregas, primeiro para o siríaco e mais tarde para o árabe.